# R5 (banda)
R5 fue una banda estadounidense de pop rock formada en Los Ángeles, California, en 2009. 
Durante su período de actividad la banda estuvo conformada por Ross Lynch (voz principal y guitarra rítmica), Riker Lynch (voz secundaria y bajo), Rocky Lynch (guitarra líder y coros), Rydel Lynch (teclado, voz femenina y coros), y Ellington Lee Ratliff (batería y coros). 
A principios del 2018, la banda se disolvió. El bajista Riker Lynch y la teclista Rydel Lynch tomarían actividad fuera de la banda, mientras que dos de los miembros restantes (Ross y Rocky) se enfocaron en una nueva banda llamada The Driver Era.

## Historia

### Formación y primeros años (2009-2010)
R5 se formó por un grupo de hermanos nacidos y criados en Littleton, Colorado. Mientras Riker, Rydel, Rocky y Ross vivían en Colorado, asistieron a una escuela de artes escénicas. Ellos ensayaban y montaban espectáculos para su familia en el sótano de su casa. En 2007, Riker Lynch (el hermano mayor), a los 16 años, decidió que quería mudarse a Los Ángeles para perseguir una carrera como actor. Para adaptarse mejor, sus padres Stormie y Mark Lynch, se trasladaron con toda la familia a Los Ángeles para permanecer juntos. Poco después de mudarse, una oportunidad tras otra surgió, y los hermanos comenzaron su debut en comerciales, al mismo tiempo qué Rocky Lynch (el hermano de enmedio) se interesó en aprender a tocar la guitarra, y más tarde enseñarles a tocar a sus hermanos Riker y Ross Lynch, mientras que por su parte, su hermana Rydel Lynch tomó clases de piano.
Los cuatro hermanos eran miembros de un grupo de danza llamado The Rage Boyz Crew en el programa de televisión So You Think You Can Dance. En octubre de 2009, la familia conoció a Ellington Lee Ratliff en un estudio de baile en California, quién también fue miembro del grupo de danza antes mencionado. Casi un año después de conocer a Ratliff, el cuarteto le propuso a este unirse al grupo, conformando así el grupo. Ese mismo año, R5 creó una serie web de YouTube llamada 'R5TV' para "mostrar a sus fanáticos lo que están haciendo" en el Canal de YouTube de Riker. El 5 de septiembre publicaron su primer vídeo «Without You» el cual fue dirigido por Riker. El canal fue un gran éxito de marketing para la banda con más de cuatro millones de visitas hasta la fecha.

### Ready Set Rock(2010-2012)

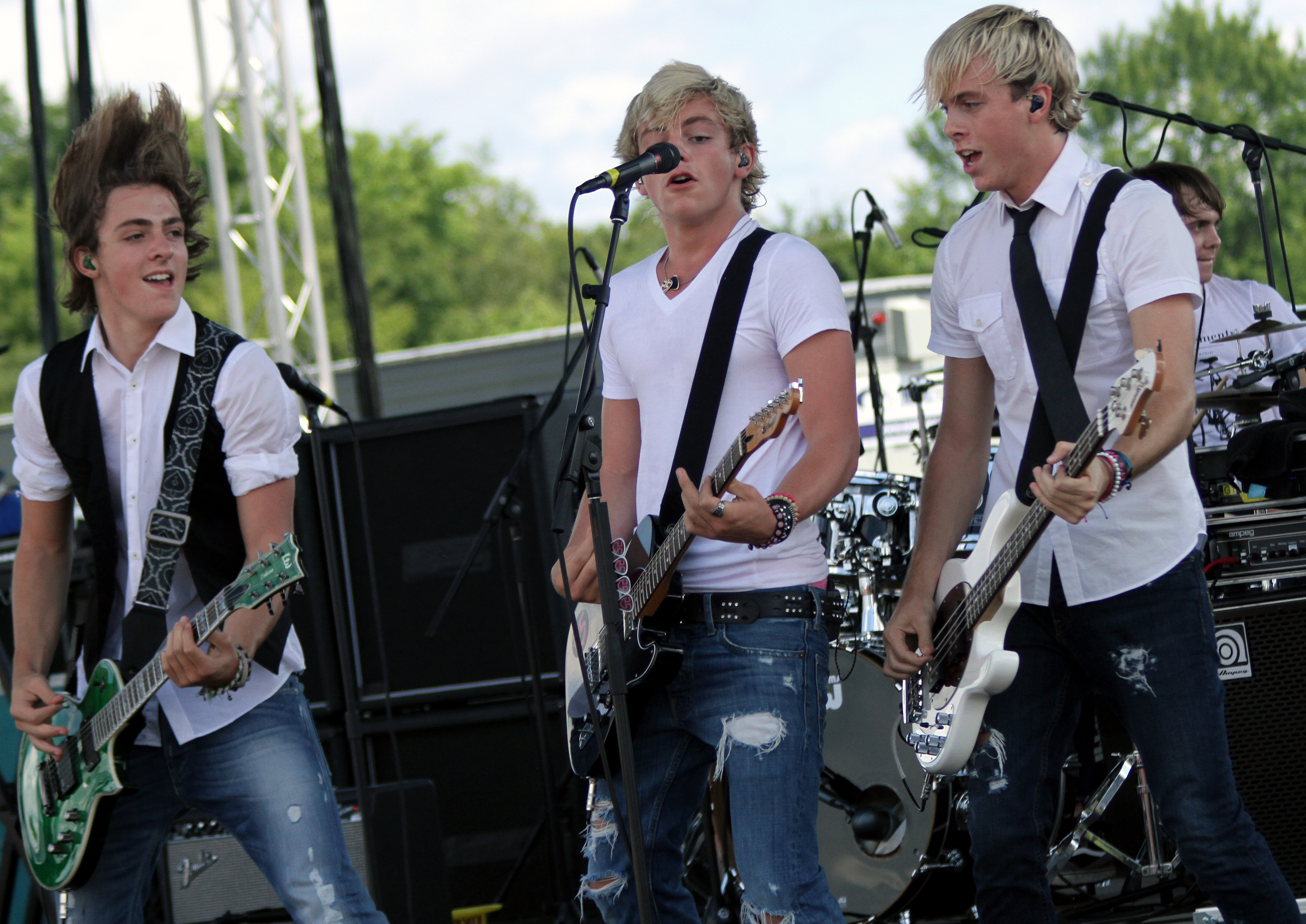
Rocky, Ross y Riker en su mini gira debut R5 West Coast Tour en 2012.

El 9 de marzo de 2010, la banda auto-lanzó su primer EP titulado, Ready Set Rock, que consistío en canciones escritas principalmente por Riker, Rydel, Rocky, el entrenador vocal/compositor Bauli B. y E-Vega, el entrenador vocal de la banda, quién a su vez fue también productor del material. R5 realizó su segundo vídeo musical de creación propia para su canción «Can't Get Enough of You» el 4 de septiembre de 2010 a manera de promoción. En 2010 publicaron su tercera canción «Never» con Rydel como la voz principal, Riker en el bajo, Rocky en la guitarra, Ross en el teclado y Ratliff en la batería.
Durante todo ese año y mediados de 2011 se presentaron en diferentes escenarios a lo largo de varios lugares del Sur de California, incluyendo Orange County Fair, San Diego County Fair, San Diego IndieFest, Knitting Factory, y Six Flags Magic Mountain. Un año después, en abril de 2012, Riker anunció a través de su página web que la banda había firmado su primer contrato discográfico con Hollywood Records de DMG y que posteriormente planificarían lo que sería su primer material con un sello discográfico, mientras también estaban planeando realizar en un mes su primera mini gira nombrada como R5 West Coast Tour.

### Álbum debut:Louder(2013)

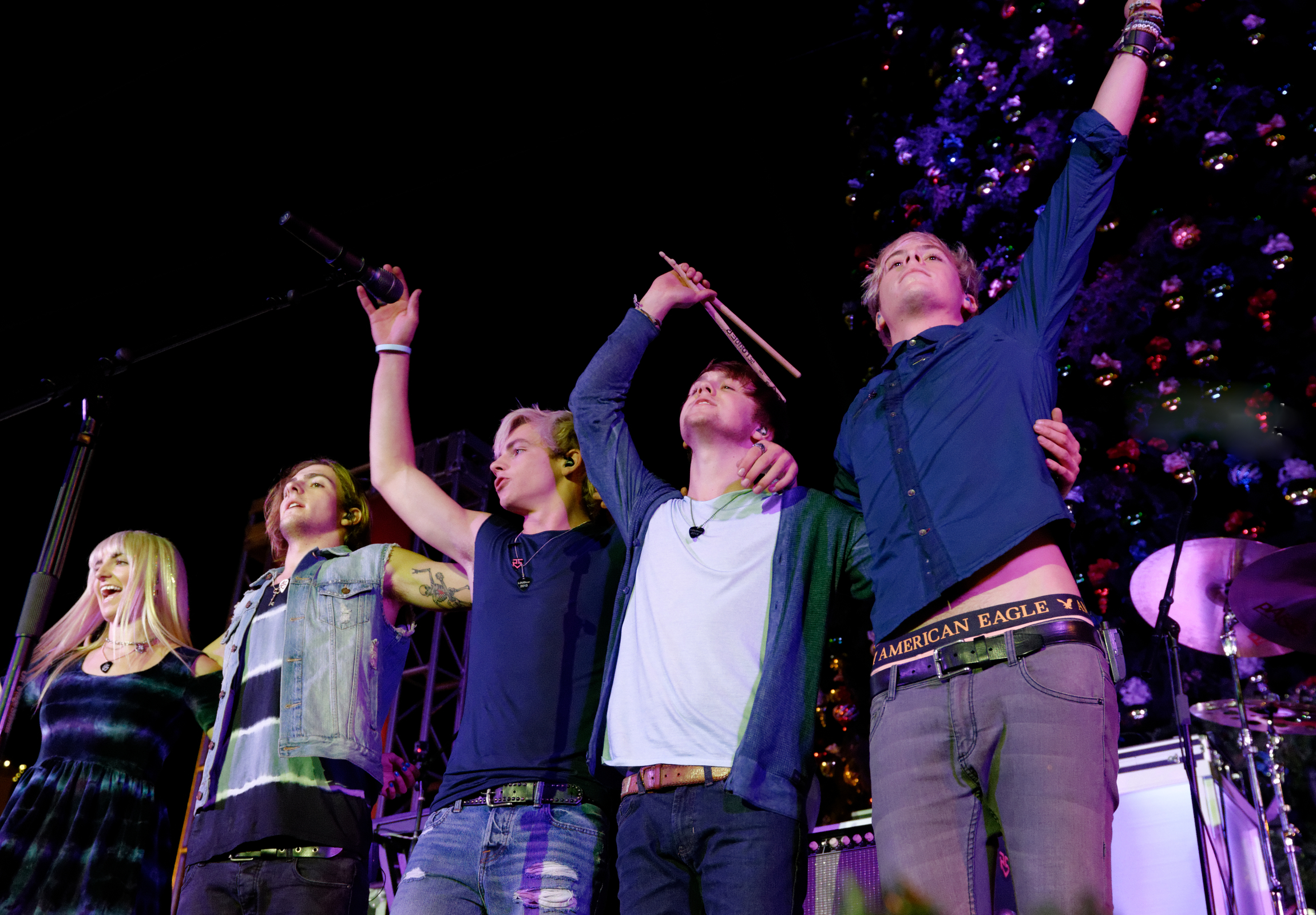
R5 tocando en Commerce, California, en 2013.

Después de concluida su mini gira, a finales de 2012, R5 grabó su segundo EP, Loud, que fue lanzado el 19 de febrero de 2013, y que figuró en el Top 3 de las listas de iTunes dentro de las 24 horas de su lanzamiento. Para este material la banda trabajaró con los productores Emanuel "Eman" Kiriakou y Evan "Kidd" Bogart. Una de las cuatro canciones del EP «Here Comes Forever» fue escrita por Riker, Rocky y Ross, mientras que Riker ha descrito su sencillo debut «Loud» como: "una enorme gran fiesta ruidosa".
El 16 de agosto de 2013, el primer sencillo de su álbum debut se estrenó en Radio Disney. «Pass Me By» fue lanzado digitalmente el 20 de agosto de 2013,. y estaba disponible para su descarga inmediata en pre-orden del álbum debut Louder. El álbum fue lanzado el 24 de septiembre de 2013. Los fanáticos pueden utilizar la opción de iTunes "Complete My Album" para comprar el EP, que les permita adquirir todo el álbum a un precio menor. "Louder" subió su camino hasta el número 2 en las listas de iTunes y fue clasificado como un "Chart-topper" en iTunes del final de la lista de álbumes del año.
El 25 de diciembre de 2013, fue lanzado el segundo sencillo de Louder titulado «(I Can't) Forget About You». Poco después, se anunció que iban a lanzar un vídeo musical en 2014. El vídeo oficial fue lanzado en la web oficial de la banda el 15 de enero de 2014. Cuenta con los miembros de la banda estando en diferentes tipos de locas aventuras, mientras están en Japón. El 5 de febrero de 2014, la banda se embarcó en la primera escala de su primera gira mundial comenzando en Varsovia, Polonia. Recorrieron varias ciudades de Europa, incluyendo conciertos en, Noruega, Suecia, Dinamarca, Alemania, Países Bajos, Bélgica, Italia, España, Francia, Inglaterra, Escocia e Irlanda y también un concierto en Israel. Terminaron su gira europea con su último concierto en Dublín, Irlanda. R5 confirmó su visita a la Argentina en el Teatro Opera Allianz el 8 de octubre de 2014, las entradas fueron agotadas en solo dos horas, a pedido de los fanáticos, la banda agregó otra fecha el 7 de octubre en el mismo lugar, las entradas fueron también agotadas. Riker confirmó vía Twitter que los conciertos de Argentina fueron parte del Louder Tour.

### 2014:Heart Made Up On You
R5 también anunció su tercer álbum de estudio programado para ser lanzado en primavera de 2015. Riker reveló que su tercer álbum será probablemente un sonido "más maduro" y Ross ha comenzado a escribir canciones para ello. La banda también tocó en la anual White House Easter Egg Roll y en Radio Disney Music Awards el 26 de abril de 2014. El 24 de abril de 2014, la banda apareció en el popular programa de radio KIIS-FM de Ryan Seacrest, On Air with Ryan Seacrest. Aquí, se anunció que sería el acto de apertura en el festival de música de Wango Tango, tocando junto a otros artistas famosos como Maroon 5, Shakira, Ed Sheeran, Paramore, OneRepublic, Christina Aguilera y muchos más.

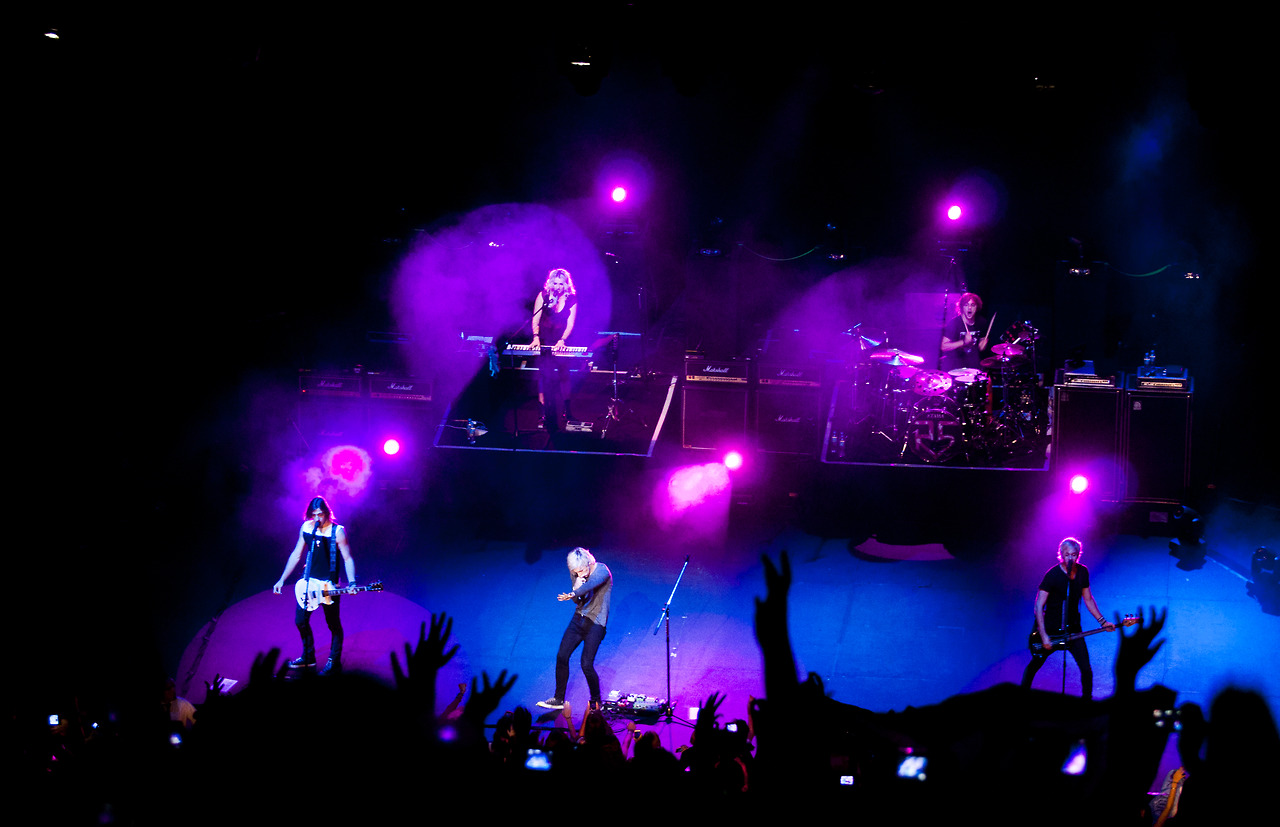
R5 en Argentina el 7 de octubre de 2014, en el Teatro Ópera Allianz.

La banda también lanzó su video musical el 9 de junio de 2014 para una canción llamada «Rock That Rock». La canción fue escrita para Ring Pop de Candymania y el vídeo contó con un par de clips y fotos enviadas por los fanáticos a la vez que muestran sus dulces. La integrante Rydel toma la voz principal de la canción. El tercer EP, titulado 'Heart Made Up On You', fue lanzado el 22 de julio de 2014, que consiste de las canciones "Heart Made Up On You", "Things Are Looking Up", "Easy Love" y "Stay With Me". Luego del lanzamiento, la banda continuó con su gira mundial (Louder Tour) que llegó a Latinoamérica, yendo a Brasil y Argentina. Durante las primeras semanas de octubre, grabaron un video para la canción smile con imágenes del Teatro Ópera (Ópera Allianz) Argentina y participaron en un cameo para Violetta, serie original de Disney Channel. También tuvieron una entrevista para Radio Disney Latinoamérica. Para muchas personas le encantaran la canción y su video oficial.

### 2015:All Day, All Night
La banda lanzó su propio documental el 16 de abril de 2015 con recopilaciones de su primera gira mundial (Louder Tour 2013-2014) y su vida.
En este documental se confirma la relación entre Ellington Lee Ratliff y Rydel Lynch.

### 2015:Sometime Last Night
A principios de febrero, la banda lanzó su segundo sencillo "Let's Not Be Alone Tonight" del nuevo álbum (Sometime Last Night), luego, semanas más tarde, se estrenó el video con la letra hecho por Riker y Rocky Lynch, más tarde, en abril estrenaron el vídeo oficial, el cual tiene efectos 3D, además grabaron un vídeo del mismo sencillo pero en 360 grados.
Su nuevo álbum se estrenó el 10 de julio de 2015. 
Los cantantes, realizaran una gira mundial después del lanzamiento del CD, la cual tiene el mismo título que el álbum.
El 1 de junio se subió un video en su cuenta de VEVO, este muestra una parte de su reciente documental "All Day, All Night", cuenta con unos minutos sobre su vida al mudarse a Los Ángeles.
El 2 de junio de 2015 su cuenta de VEVO subió el video con el audio del nuevo sencillo "All Night".
El 12 de junio interpretaron en vivo el octavo sencillo del álbum "F.E.E.L G.O.O.D" en el show de televisión estadounidense Jimmy Kimmel.
Hay fechas del tour Sometime Last Night para Norteamérica , Europa y Latinoamérica.
El 30 de junio de 2015 su cuenta de VEVO subió el video con el audio del sencillo F.E.E.L G.O.O.D original.
Estuvieron en varios países europeos como España, Inglaterra, Francia y Alemania.

### 2017:New Addictions
Después de un año de descanso por diferentes motivos personales (entre estos, grabaciones de películas), desde su último tour por el álbum "Sometime Last Night" R5 mencionó la publicación de su nuevo EP llamado New Addictions a principios del mes de abril, si bien este fue publicado hasta el mes de mayo y posteriormente anunciaron fechas para su gira de conciertos New Addictions Tour. Finalmente su último show del tour lo dieron en Japón, del cual se tiene un vídeo que subieron a su canal de Youtube marcando igualmente el final de su segunda temporada de R5 TV. 

### 2018:The Driver Era
En 2018 tres miembros de la banda (Riker, Rydel y Ellington) decidieron tomar un descanso y enfocarse en otros proyectos. Por otro lado, Ross y Rocky formaron un nuevo dúo al cual llamaron The Driver Era. Lanzaron su primera canción "Preacher Man" el 21 de marzo del mismo año.

## Influencias
La banda cita a McFly, Fall Out Boy y Michael Jackson como grandes influencias musicales. También han mencionado a The Beatles, Queen, The Rolling Stones, The Killers, Neon Trees, Walk the Moon, Maroon 5, Bruno Mars
 y The Script como influencias.

## Miembros
- Ross Lynch — guitarra rítmica, voz principal (2009-2018)
- Riker Lynch — bajo, voz secundaria, coros (2009-2018)
- Rocky Lynch — guitarra líder, coros, voz ocasional (2009-2018)
- Rydel Lynch — teclados, piano, coros, voz femenina (2009-2018)
- Ellington Ratliff — batería, coros (2010-2018)

### Miembro de apoyo en vivo
- DJ Ryland - turntables, samplers, sintetizadores, programación (2013-2018)

## Discografía
Álbumes de estudio
- 2013: Louder
- 2015: Sometime Last Night

EP
- 2010: Ready Set Rock
- 2013: Loud
- 2014: Live in London
- 2014: Heart Made Up On You
- 2017: New Addictions

## Premios y nominaciones
| Año  | Premiación                | Categoría                     | Candidato    | Resultado | Ref.   |
| ---- | ------------------------- | ----------------------------- | ------------ | --------- | ------ |
| 2013 | Radio Disney Music Awards | Mejor Grupo Musical Juvenil   | Ellos mismos | Nominados | [ 26 ] |
| 2013 | Radio Disney Music Awards | Mejor Interpretación Acústica | «Loud»       |           | [ 26 ] |
| 2013 | Teen Icon Awards          | Banda/Grupo Icónico           | Ellos mismos |           | [ 27 ] |
| 2013 | Next Big Thing Awards     | Next Big Thing                | Ellos mismos | Ganadores |        |
| 2014 | Radio Disney Music Awards | Mejor Grupo Musical           | Ellos mismos | Ganadores | [ 28 ] |
| 2014 | Radio Disney Music Awards | That's My Jam                 | «Loud»       |           | [ 28 ] |
| 2014 | Radio Disney Music Awards | Canción de Viaje Favorita     | «Pass Me By» |           | [ 28 ] |
| 2014 | Radio Disney Music Awards | Best Band                     | Ellos mismos | Nominados | [ 28 ] |
| 2014 | Radio Disney Music Awards | Show Stopper Award            | Ellos mismos | Ganadores | [ 28 ] |
| 2014 | Vevo LIFT Fan Vote Awards | Artista Vevo LIFT             | Ellos mismos | Ganadores |        |
| 2014 | Teen Choice Awards        | Mejor Grupo Musical           | Ellos mismos | Nominados |        |

## Giras
- West Coast Tour (2012)
- East Coast Tour (2012)
- Loud Tour (2013)
- Louder World Tour (2013–2014)
- Live on Tour (2014)
- Sometime Last Night World Tour (2015-2016)
- New Addictions Tour (2017)